# 栗山欣彌
栗山 欣彌（くりやま きんや、1932年7月11日 - 2018年10月13日）は、日本の医学者。専門は薬理学。アルコール依存症などを手がける。京都府亀岡市出身。

## 経歴
- 1950年 京都府立亀岡高等学校卒業。
- 1957年 京都府立医科大学を卒業。医学博士。論文の題は「脳髄の機能と代謝に関する薬理学的研究」。
- ニューヨーク州立大学教授[2]。
- 1971年 京都府立医科大学教授（ - 1996年）[2]。
- 1994年 京都府立医科大学学長に就任。
- 2000年 明治鍼灸大学学長に就任。
- 2008年 瑞宝中綬章受章[3][4]。
- 2018年10月13日 肺癌のため死去[2]。叙従六位[5]。

## 受賞学術賞
- Dreyfus Award （1970、国外）
- 宮田学術賞 （1993、国内）
- 京都新聞学術文化賞 （1995、国内）

## 所属学会
- 日本薬理学会 （理事,会長、1980-1982,1984-1988,1990-1995,1993-1994、国内）
- 日本神経化学会 （理事,会長、1988-1990,1995-1998,1974-1975、国内）
- 日本アルコール医学会 （理事長、1987-1991,1993-1997、国内）
- 日本精神神経薬理学会 （理事、1986-1990,1996-、国内）
- 日本神経科学会 （理事、1990-1992、国内）
- 日本眼薬理学会 （理事長、1998-2000、国内）
- 国際神経化学会 （理事,会長、1981-1983,1993-1996 、国外）
- 国際アルコール医学生物学会 （副会長,会長、1989-1994,1994-2001 、国外）

## 著書
- 医科薬理学 （南江堂、1986）
- 脳と神経の薬理 （金芳堂、1984）
- 神経伝達物質 （中外医学社、1986）
- 生化学的観点からみた薬理学 （理工学社、1983）
- 脳の薬理学 （医歯薬出版、1975）
- 受容体アニオンチャネル （メディカルビュー社,東京、1993）
- エタノールにより誘発されるGABA受容体複合体の機能変化 （1993）
- 脳内の受容体作動性クロライドチャネル （1994）
- 神経伝達物質関連酵素タンパク質 （広川書店,東京、1994）
- アルコール依存の生物学 （学会出版センター、1994）